# 2245 Hekatostos
2245 Hekatostos eller 1968 BC är en asteroid i huvudbältet som upptäcktes den 24 januari 1968 av den ryska astronomen Ljudmjla Tjernych vid Krims astrofysiska observatorium på Krim. Den har fått sitt namn efter det grekiska ordet för 100.
Asteroiden har en diameter på ungefär 29 kilometer.